# Logique à diodes
 (octobre 2024).
La logique à diodes, encore appelée logique à diodes et résistances, ou DRL (pour Diode-Resistor Logic en anglais), désigne une famille de circuits logiques électroniques qui sont exclusivement constitués de diodes de couplage et de résistances de rappel.
En raison de l'absence de composant électronique actif susceptible de produire une inversion de niveau logique et d'amplifier les tensions et courants, les fonctions logiques réalisables se réduisent à un nombre limité de combinaisons d'opérateurs ET et d'opérateurs OU.
Le couplage par diode permet d'isoler les circuits connectés aux entrées d'une porte logique les uns par rapport aux autres afin d'éviter qu'ils se perturbent l'un l'autre.

Schéma d'une porte ET à deux entrées en logique positive, ou d'une porte OU à deux entrées en logique négative

Schéma d'une porte OU à deux entrées en logique positive, ou d'une porte ET à deux entrées en logique négative

Les portes logiques de base (fonctions ET ou OU) sont constituées :
- de diodes connectées entre les entrées et la sortie de la porte (cathodes orientées vers l'entrée pour les portes ET en logique positive ; anodes orientées vers l'entrée pour les portes OU en logique positive) ;
- d'une résistance de rappel, connectée entre la sortie et la source de tension qui alimente la porte.

Quand aucun courant notable ne circule au travers des entrées, cette source de tension impose à la sortie le niveau logique par défaut de la porte (1=V+ pour la fonction ET et 0=V– pour la fonction OU, en logique positive). C'est ce niveau logique qui est détecté par une entrée si aucune source de tension n'y est connectée.
Lorsque des tensions correspondant au niveau logique par défaut de la porte sont présentées simultanément sur toutes les entrées, toutes les diodes restent bloquées (ou, au pire, légèrement passantes) et laissent la sortie à ce niveau par défaut. À l'inverse, lorsqu'une tension représentant un niveau logique opposé au niveau par défaut de la porte est présentée sur au moins l'une des entrées, la diode correspondante devient passante et transmet cette tension à la sortie de la porte. 
En pratique, le niveau de tension transmis par la porte subit une dégradation du fait des défauts inhérents aux diodes (chute de tension en sens direct, courant de fuite en sens inverse), aux sources de tension qui produisent les niveaux d'entrée (résistance interne non nulle) et au circuit qui exploite le niveau de sortie (résistance interne non infinie). Pour cette raison, le nombre de portes qu'on peut combiner pour réaliser un circuit logique plus complexes reste limité.